# NGC 696
NGC 696 est une très vaste galaxie lenticulaire située dans la constellation du Fourneau. NGC 696 a été découverte par l'astronome britannique John Herschel en 1837.

## Caractéristiques
Sa vitesse par rapport au fond diffus cosmologique est de 7 867 ± 31 km/s, ce qui correspond à une distance de Hubble de 116,0 ± 8,1 Mpc (∼378 millions d'al).

## Paire de galaxies
NGC 696 et NGC 698 forment une paire de galaxies.